# Trip the Light Fantastic
Trip the Light Fantastic är Sophie Ellis-Bextors tredje studioalbum.
Efter Ellis-Bextors andra album Shoot from the Hip 2003 skaffade hon sig barn. Hon skrev också en mängd egna texter till sitt tredje album. Albumet släpptes i Sverige 25 juni 2007. I tidningen Metro gav Maria Forsström albumet 3 av 5 i betyg och ansåg att för många anonyma spår drog ned betyget. I Aftonbladet drog Jenny Seth paralleller med Nina Persson och Melody Club.
Den första singeln från albumet, Catch You, släpptes den 19 februari 2007.